# Apsua
Apsua (ros. Апсуа) – auł w Rosji, w Karaczajo-Czerkiesji, w rejonie adygie-chablskim. W 2010 liczył 1006 mieszkańców, głównie Abazynów.